# Spildevandet blomstrer
|  | Denne artikel er oprettet af botten PalnaBot ud fra en ekstern database. Den kan derfor have sproglige fejl eller mangler. Denne skabelon kan fjernes efter kontrol af indholdet. |

Spildevandet blomstrer er en film instrueret af Lars Brydesen efter manuskript af Anna Lise Mortensen.

## Handling
Filmen kritiserer den måde, spildevand normalt behandles på, hvor en genanvendelse af vandet ikke finder sted. Er de traditionelle rensningsanlæg overhovedet miljøforbedrende? I filmen aflægges besøg på anlæg i Danmark og udlandet, hvor der drives forsøg med en alternativ form for spildevandsrensning. Filmens instruktør og biologen Anna Lise Mortensen slår bl.a. til lyd for genbrug af næringssaltene i spildevandet til produktion af forskellige former for nytteplanter.